# Dídimo Otto Kummer
Dídimo Otto Kummer (Porto Real do Colégio, 7 de fevereiro de 1947 — Maceió, 18 de setembro de 2005) filho do farmacéutico, médico popular e vereador Frederico Otto Kummer e Laura Ferreira Kummer, foi um escritor e renomado médico do estado de Alagoas, membro da Sociedade Brasileira de Médicos Escritores alagoanos (SOBRAMES-AL) e vice-presidente da regional Alagoas, no período de 1999 a 2004. Importante membro em grande atividade como profissional da medicina e historiador. Sempre voltado para a pesquisa referente as grandes personalidades da medicina e das letras. Membro efetivo da Sociedade Brasileira de Dermatologia e Sócio honorário da Academia Maceioense de Letras.
Estudou no Colégio Diocesano e formou-se pela Faculdade de Ciências Médicas de Alagoas em 1974. Especializou-se em dermatologia,ao fazer sua pós-graduação na Santa Casa do Rio de Janeiro, dedicando-se ao estudo do vitiligo. Foi Funcionário do Ministério da Saúde, exercendo suas atividades médicas no Hospital José Carneiro.
Autor de inúmeras obras de caráter científico e literário, escrevendo mais de 371 artigos, e alguns livros.
Foi casado há quase trinta e um anos com Edméa Kummer, psicanalista, falecendo em 18 de setembro de 2005 em Maceió, deixando três gerações. Como médico dermatologista não gostava de "estética" preferindo as "perébas".
Ainda publicou um dicionário de sua autoria, que registra palavras e expressões da linguagem popular, de como as pessoas se referem a doenças, moléstias e enfermidades. Citava o poeta Manuel Bandeira: ... “a vida de meus versos não me chegava pelos jornais, nem pelos livros, vinha da boca do povo, do saber do povo”.
Em seu “Vocabulário Médico Popular”, entre significados como : “"Cravo" - afecção do folículo sebáceo, comedão, conhecido como calo doloroso e aprofundado na derme da região plantar”. Trinta anos de medicina, em atendimento ambulatorial, fizeram do doutor Dídimo um conhecedor profundo da linguagem usada pela população que é atendida nos hospitais públicos.
Em seu auto-retrato aos 58 anos ele não devia a ninguém e dizia: "Se Morrer e vierem cobrar, chamem a polícia!!"

## Obras
- Pequeno Dicionário Graciliânico 5, Maceió, Ed. Catavento, 2000
- Vitiligo Dentro e Fora da Pele, Maceió, Ed.Catavento, 2001
- De Auspiz a Zirelí Sinais Dermatológicos, Maceió, Ed. Catavento, 2002
- Arthur Ramos: Significativas Passagens, Maceió, Ed. Catavento, 2004
- Nise: Abecedário de uma Libertadora, Maceió, Ed. Catavento, 2004
- Vocabulário Médico Popular